# Сидоров, Пётр Аполлонович
Пётр Аполлонович Сидоров (1866—1920) — русский педагог, директор приюта принца П. Г. Ольденбургского.

## Биография
Отец Аполлона Андреевича Сидорова, происходил из «обер-офицерских детей». Получив образование в Санкт-Петербургском университете, он служил в Статистическом комитете Совета министров; выслужил личное дворянство, был награждён орденом Св. Анны 3-й степени; приобрёл имение в Выборгском районе Санкт-Петербурга. У него было трое: Пётр, Алексей и Вера.
Пётр Аполлонович Сидоров окончил историко-филологический факультет Санкт-Петербургского университета (1889) со званием кандидата и поступил преподавателем латинского языка в 3-ю Санкт-Петербургскую гимназию. В 1890—1899 годах был директором Житомирской гимназии; с 1894 года — в чине статского советника. В 1899 году был назначен директором гимназии принца Ольденбургского; с 1900 года — действительный статский советник. Он был вице-председателем (1904—1917) и секретарём совета, председателем педагогической комиссии общества «Маяк», состоявшее под почётным попечительством принца А. П. Ольденбургского и которое было основано в 1900 году американцем Джеймсом Стоком для содействия нравственному, умственному и физическому развитию молодых людей.
В 1909—1917 годах преподавал латинский язык в Императорской Николаевской Царскосельской гимназии.
В 1918 году он был заведующим Шувалово-Озерковской школы и преподавателем Царскосельской женской гимназии; затем преподавал латинский язык в военно-медицинской академии и в 1-м Петроградском медицинском институте.
Вместе с Э. Кесслером составил «Краткую латинскую грамматику» (2-е изд. — 1886; 19-е изд. — 1910). Также он был товарищем председателя Общества грамотности и членом Постоянной комиссии по устройству народных чтений Министерства народного просвещения.
Был женат на Евгении Сергеевне Баранской (1873—1935). У них родились три дочери: София (1892—1939), Ирина, Мария.

## Награды
- орден Св. Станислава 1-й, 2-й (01.01.1894), 3-й степеней
- орден Св. Анны 2-й степени (14.05.1896)[2]
- орден Св. Владимира 3-й степени.